# Heriberto Abarzúa
Heriberto Abarzúa war ein chilenischer Fußballspieler. Der Mittelfeldspieler absolvierte drei Länderspiele für Chile. 

## Karriere

### Verein
Auf Vereinsebene spielte Heriberto Abarzúa von 1923 bis 1925 für den Verein Primero de Mayo aus der Hauptstadt Santiago. Weiteres ist über seine Vereinskarriere nicht belegt.

### Nationalmannschaft
Heriberto Abarzúa debütierte beim Campeonato Sudamericano 1924 in Uruguay bei der 0:5-Niederlage gegen den Gastgeber. Beim Turnier absolvierte er alle drei Spiele für La Roja, jedoch kam das Team mit drei klaren Niederlagen nicht über den letzten Platz hinaus. Weitere offizielle Länderspiele kamen für Abarzúa nicht hinzu.